# Lucky Millinder
Lucius Venable Millinder, ps. „Lucky” (ur. 8 sierpnia 1910 w Anniston, zm. 28 września 1966 w Nowym Jorku) – afroamerykański bandlider jazzowy i rhythm and bluesowy, oraz wokalista.

„Celluloid Improvisations”: „Szczęściarz” Millinder był jednym z najbardziej charyzmatycznych bandliderów. Postawił w swojej karierze na umiejętność komunikowania się z publicznością i przez dwie i pół dekady wygrywał.

## Życiorys
Pochodził z Alabamy, ale wychował się w Chicago. Ukończył Wendell Phillips High School. Miejska legenda głosi, że mając siedemnaście lat rozpowiadał w Chicago, iż jest synem milionera – showmana z Nowego Jorku. W rezultacie za wielkie wynagrodzenie miał otrzymać pracę konferansjera w The Cotton Club w Cicero. Faktem jednak jest, że pod koniec lat 20. występował w roli konferansjera oraz tancerza w wielu klubach i salach tanecznych Chicago.
Wg innej opowieści miejskiej pewnego razu gangster Al Capone przegrał dziesięć tysięcy dolarów w grze w kości, wtedy Lucius zaproponował mu, że potrze kostki na szczęście. Następnie Capone wygrał pięćdziesiąt tysięcy i od razu nadał mu przydomek „Szczęściarz” („Lucky”). Ponadto w dowód wdzięczności miał mu kupić jego pierwszy zespół. Naprawdę po raz pierwszy stanął na czele orkiestry w 1931 podczas tournée miejscowego RKO Theater. Przedstawiał się wówczas jako „Lucius Venable”, ale szybko zmienił nazwisko. W 1932 przejął zespół Doca Crawforda w Harlemie. Rok później, po reorganizacji wyjechał z nim na kilka miesięcy do Europy, występując w Paryżu i Monte Carlo.
Po powrocie do Nowego Jorku przejął w 1934 The Mills Blue Rhythm Band, którą prowadził do 1938. Zespół regularnie występował w Cotton Clubie. Grali w niej wówczas m.in. Red Allen, Charlie Shavers, Harry „Sweets” Edison i puzonista J.C. Higginbotham. W 1938 odkupił orkiestrę od pianisty i organisty Billa Doggetta. W 1940 zreorganizował ją, pomniejszając skład i unowocześniając stylistykę. Zespół na stałe występował w słynnej sali tanecznej Savoy. Jego gwiazdami byli: wokalistka i gitarzystka Rosetta Tharpe, Bill Doggett, Eddie „Lockjaw” Davis, trębacz Cat Anderson, saksofonista Tab Smith oraz przez krótki okres w 1942 Dizzy Gillespie. Jeszcze z jego udziałem orkiestra nagrała antywojenny song When the Lights Go On Again (All Over the World), zaśpiewany przez Trevora Bacona. Utwór osiągnął pierwsze miejsce na liście R&B tygodnika „Billboard” oraz czternaste w zestawieniu „Hot 100”.
W połowie lat 40. orkiestra zaczęła skłaniać się ku rhythm and bluesowi, zachowując jednak jazzowe brzmienia. W 1944 zaangażował wokalistę bluesowego Wynoniego Harrisa, z którym orkiestra nagrała utwór Who Threw the Whiskey in the Well. Mająca premierę w 1945 piosenka stała się największym przebojem zespołu. Przez osiem tygodni utrzymywała się na pierwszym miejscu listy R&B „Billboardu”. Osiągnęła także siódmą pozycję na liście „Hot 100”. Po odejściu Harrisa nagrał kolejny przebój Shorty's Got to Go, w którym sam śpiewał. Niedługo potem, ale jeszcze w 1945 zatrudnił Ruth Brown, która jednak po miesiącu odeszła, rozpoczynając karierę solową. Ostatnim dużym przebojem orkiestry była piosenka I’m Waiting Just for You, śpiewana przez Annisteen Allen. W 1951 utwór dotarł do drugiego miejsca na billboardowej liście R&B i dziewiętnastego na „Hot 100”.
W 1954 na krótko objął orkiestrę nowojorskiego Apollo Theater. Rok później wycofał się życia estradowego. Ostatnich nagrań dokonał w 1960. Później zajął się działalnością wydawniczą. Przez pewien czas był także rzecznikiem wytwórni whiskey.
Zmarł w wieku 56. lat. Przez szereg lat zmagał się z chorobą wątroby. Został pochowany na Ferncliff Cemetery and Mausoleum w Hartsdale w stanie Nowy Jork.

### Małżeństwa i dzieci
Był dwukrotnie żonaty. Jego pierwszą małżonką została Sally z d. Nix. Drugą wybranką była Vivian z d. Browington. Miał dwoje dzieci: córkę – Tami i syna – Luciusa Leroya jra.

## Wybrana dyskografia
- 1980 Lucky Days 1941–1945 (MCA)
- 1982 Let It Roll (MCA)
- 1984 Shorty's Got to Go (Jukebox)
- 1986 Let It Roll Again (Jukebox)
- 2005 The Very Best of Lucky Millinder (King/Collectables)

Zestawienie wg dat wydania płyt

## Upamiętnienie
- 1986 Wprowadzony pośmiertnie do Jazzowego Panteonu Sław Alabamy (Alabama Jazz Hall of Fame)[7]
- 1996 Wprowadzony pośmiertnie do Panteonu Sław Big-bandów i Jazzu (The Big Band and Jazz Hall of Fame).